# Division I 1977-1978
La Division I 1977-1978 è stata la 75ª edizione della massima serie del campionato belga di calcio disputata tra il settembre 1977 e il maggio 1978 e conclusa con la vittoria del Club Bruges, al suo quinto titolo e terzo consecutivo.
Capocannoniere del torneo fu Harald Nickel (Standard Liegi), con 23 reti.

## Formula
Come nella stagione precedente le squadre partecipanti furono 18 e disputarono un turno di andata e ritorno per un totale di 34 partite.
Le ultime 2 classificate retrocedettero in Division 2.
Le società ammesse alle coppe europee furono cinque: la squadra campione si qualificò alla Coppa dei Campioni 1978-1979, seconda e terza e classificata alla Coppa UEFA 1978-1979 e la vincitrice della coppa nazionale alla Coppa delle Coppe 1978-1979 insieme all'Anderlecht detentore della coppa.

## Classifica finale
|    | Classifica        | G  | V  | N  | P  | GF | GS | Dif | Pt |
| -- | ----------------- | -- | -- | -- | -- | -- | -- | --- | -- |
| 1  | Club Bruges       | 34 | 22 | 7  | 5  | 73 | 48 | 25  | 51 |
| 2  | Anderlecht        | 34 | 22 | 6  | 6  | 69 | 24 | 45  | 50 |
| 3  | Standard Liegi    | 34 | 20 | 9  | 5  | 70 | 33 | 37  | 49 |
| 4  | K. Lierse SV      | 34 | 21 | 5  | 8  | 70 | 41 | 29  | 47 |
| 5  | KSK Beveren       | 34 | 15 | 10 | 9  | 45 | 29 | 16  | 40 |
| 6  | K. Beerschot VAV  | 34 | 12 | 15 | 7  | 59 | 41 | 18  | 39 |
| 7  | RWD Molenbeek     | 34 | 15 | 6  | 13 | 55 | 46 | 9   | 36 |
| 8  | Anversa           | 34 | 13 | 10 | 11 | 44 | 35 | 9   | 36 |
| 9  | KFC Winterslag    | 34 | 13 | 8  | 13 | 50 | 56 | -6  | 34 |
| 10 | Beringen          | 34 | 13 | 7  | 14 | 38 | 44 | -6  | 33 |
| 11 | KSV Waregem       | 34 | 12 | 8  | 14 | 43 | 48 | -5  | 32 |
| 12 | R. Charleroi SC   | 34 | 12 | 5  | 17 | 40 | 56 | -16 | 29 |
| 13 | KSC Lokeren       | 34 | 9  | 10 | 15 | 46 | 46 | 0   | 28 |
| 14 | RFC Liégeois      | 34 | 9  | 10 | 15 | 43 | 48 | -5  | 28 |
| 15 | RAA Louviéroise   | 34 | 9  | 7  | 18 | 29 | 63 | -34 | 25 |
| 16 | KV Kortrijk       | 34 | 6  | 12 | 16 | 35 | 53 | -18 | 24 |
| 17 | KSV Cercle Brugge | 34 | 4  | 8  | 22 | 24 | 65 | -41 | 16 |
| 18 | K. Boom FC        | 34 | 4  | 7  | 23 | 31 | 88 | -57 | 15 |

### Verdetti
- Club Brugge KV campione del Belgio 1977-78.
- KSV Cercle Brugge e K. Boom FC retrocesse in Division II.